# 新加坡英语
新加坡英语（英語：Singapore English）是指在新加坡人使用的英文。新加坡英语又有标准新加坡英语和新加坡式英语两个子分类。

## 分类
新加坡英语可以分为标准新加坡英语（Standard Singapore English (SSE)）和新加坡式英語（Singapore Colloquial English / Singaporean English / Singlish）两个子分类。该语言可以大致分为三种社会方言：上层、中层和下层。Both Acrolect and Mesolect are regarded as Standard Singapore English, while Basilect is considered as Singlish.
- 上层方言（Acrolect）：与标准英式英语的特征没有明显或系统性的差异。[5]
- 中层方言（Mesolect）：有一些明显不同于标准英式英语的特征。[5]
  1. 疑问句的间接形式，例如"May I ask where is the toilet?"
  2. 删去不定冠词（或繫詞），例如"May I apply for car licence?"（标准英语中，car licence前面要有"a"）
  3. 缺少动词形式标记（一般化），例如"He always go to the shopping centre."（没有使用标准英语中的第三人称单数形式goes）
- 下层方言（Basilect），即新加坡式英語（Singlish）：[5]
  1. 使用"is it"作为疑问的标记，例如"You coming today, Is it?"
  2. 普遍删去繫詞，例如"My handwriting no good, lah."
  3. 大量使用ah、lah等小品词，例如"Wait ah; Hurry lah, I need to go now!"

新加坡人会根据社会情境（Pakir 1991）和想要表达的态度（Poedjosoedarmo 1993）来选用这些社会方言。教育、英语水平“较高”的新加坡人倾向于说“标准”新加坡英语，而教育程度较低或母语不是英语的人则倾向于说新加坡式英语。Gupta（1994）认为，大多数新加坡人会根据场合的正式程度，系统性地在口语和正式语言之间切换。正式和非正式的社会方言的使用导致逐渐形成了一种中间形式，介乎正式和非正式的新加坡英语之间。
新加坡式英语的语法則带有十分强烈的地方化特征，多有借自英语、坦米爾語、泉漳话、广东话、潮州话、華語和马来语等各种元素，有克里奥耳语（混合语）的特征，它的发音也很独特。简单地说，新加坡式英语（Singlish 不同於SSE）就是英文词汇加上混合语法後，再以中文为主体的语气和语调來說出的一種英語形式。

## 使用情况
新加坡42%的人口出生在其他国家，很多同一种族的新加坡人都有各自不同的第一语言。例如，在新加坡有将近三分之一的华人家庭以说英语为主，有大约一半的华人家庭以讲华语为主，剩下的华人家庭以讲其他汉语（方言）为主。正因如此，新加坡人的英语水平与其家庭的语言环境有极大的关系，从而其英语水平因人而异。
新加坡奉行英语教育政策，其教育英语与英式英语无异。但在生活中，新加坡人讲的英语常伴有一些口音和外来词汇。